# Resistance (Burning Spear)
Resistance è un album di Burning Spear, pubblicato dalla Burning Music Production Records nel 1985 (erroneamente la maggior parte delle volte come data di prima pubblicazione è indicato il 1986, ma sul vinile è stampato il 1985).
Il disco fu registrato al Tuff Gong Recording Studios di Kingston, Jamaica (tranne gli strumenti a fiato dei brani: Jah Feeling e Mek We Yadd, che furono registrati all'Aquarius Studios sempre a Kingston, Jamaica).

## Tracce
Testi e musiche di Winston Rodney
Lato A
1. Resistance – 4:13
2. Mek We Yadd – 4:11
3. Holy Foundation – 3:39
4. Queen of the Mountain – 3:40
5. The Force – 3:43

Lato B
1. Jah Say – 4:22
2. We Been There – 4:08
3. Jah Feeling – 4:27
4. Love to You – 4:20

Edizione CD del 1999, pubblicato dalla Musicdisc Records
1. Intro – 0:29
2. Resistance – 4:13
3. Mek We Yadd – 4:11
4. Holy Foundation – 3:39
5. Queen of the Mountain – 3:40
6. The Force – 3:43
7. Jah Say – 4:22
8. We Been There – 4:08
9. Jah Feeling – 4:27
10. Love to You – 4:20
11. Outro – 0:29

Edizione CD del 2005, pubblicato dalla Burning Music Records
1. Resistance – 4:09
2. Mek We Yadd – 3:48
3. Holy Foundation – 3:22
4. Queen of the Mountain – 3:38
5. First Continent – 3:49
6. The Force – 3:36
7. Jah Say – 4:15
8. We Been There – 3:42
9. Jah Feeling – 4:06
10. Love to You – 3:57
11. Jah – 2:23

## Musicisti
- Winston Rodney – voce, percussioni (akete drums)
- Lenford Richards – chitarra solista
- Devon Bradshaw – chitarra ritmica
- Richard Johnson – tastiere (casio mt40 e fender rhodes), pianoforte, organo, sintetizzatore
- Robby Lyn – sintetizzatore
- Dean Frazer – sassofono
- Glen DaCosta – sassofono tenore (solo nel brano: A2)
- Bobby Ellis, David Madden – trombe
- Chico Chin – tromba (solo nel brano: B2)
- Ronald Nambo Robinson – trombone
- Anthony Bradshaw – basso
- Nelson Miller – batteria, batteria funde
- Alvin Haughton – percussioni